# Cuphodes lechriotoma
Cuphodes lechriotoma är en fjärilsart som först beskrevs av Turner 1913.  Cuphodes lechriotoma ingår i släktet Cuphodes och familjen styltmalar. Inga underarter finns listade i Catalogue of Life.